# Ховик (город)
Ховик (англ. Howick) — город в провинции Квазулу-Натал, ЮАР.
Город расположен на высоте 1050 м над уровнем моря и на расстоянии 88 км от портового города Дурбан. Город известен благодаря тёплому лету и сухим прохладным зимам. Резкий холодный воздух опускается на город, когда на рядом расположенные Драконовые горы выпадает снег. Ховик расположен на автостраде N3, который соединяет его с другими городами ЮАР.
Город расположен возле водопада Ховик высотой 95 м. Водопад является священным местом для племени сангома, где они поклоняются духам предков. Недалеко от этого места находится каскад водопадов: Cascade Falls (25 м) и Shelter Falls (37 м), а в 16-и км к востоку — Karkloof Falls (105 м).
В городе есть несколько школ, в том числе средняя школа Ховик.

## История

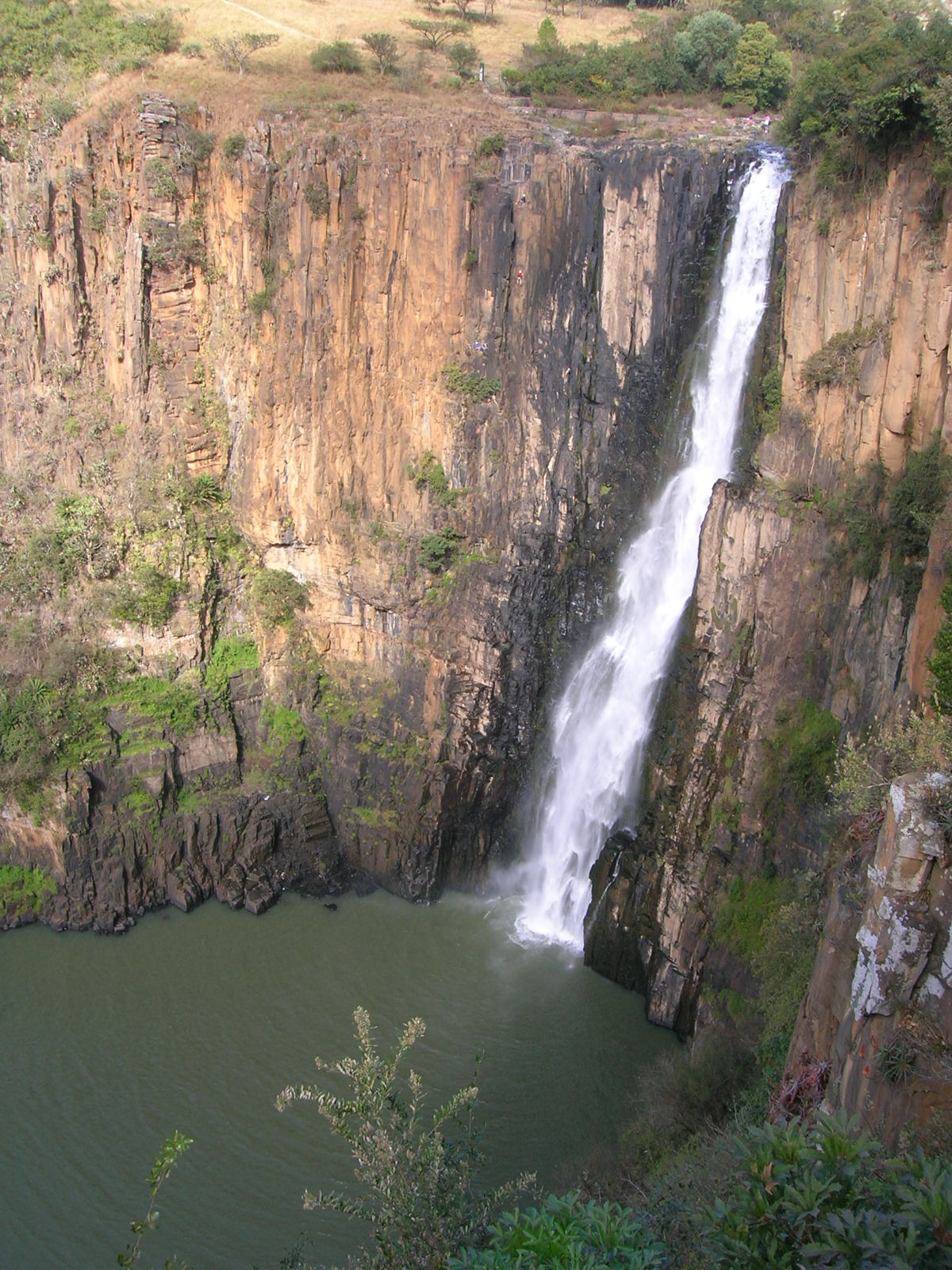
Водопад Ховик

В 1840 году путешественники выдвинулись на север от Питермарицбурга и переправились через реку Умгени к западу от современного Ховика. В 1849 году миссионер Джеймс Арчбелл купил три фермы на северном берегу Умгени и дал им название «Деревня на водопаде Умгени». В 1850 году переправу через реку перенесли в более удобное место, хотя оно и считалось более опасным. Оно находилось менее чем в 200 метрах от водопада. В связи с увеличением объёма перевозок на север, правительство решило выкупить фермы и создать на этом месте перевалочный пункт. В ноябре 1850 года в Natal Government Gazette было объявлено о покупке 36 ферм возле водопада Ховик. Это положило начало городу. При выборе названия города чиновники решили почтить недавно назначенного государственного секретаря по делам колоний Эрла Грея, лорда Ховика.
Во время англо-бурской войны на окраине города британцы создали концентрационный лагерь. Позже на этом месте соорудили памятник женщинам и детям, погибшим в этом месте.
В декабре 1996 года Нельсон Мандела был награждён орденом «Свободный Ховик».